# الأشعة الكهرومغناطيسية الرقمية

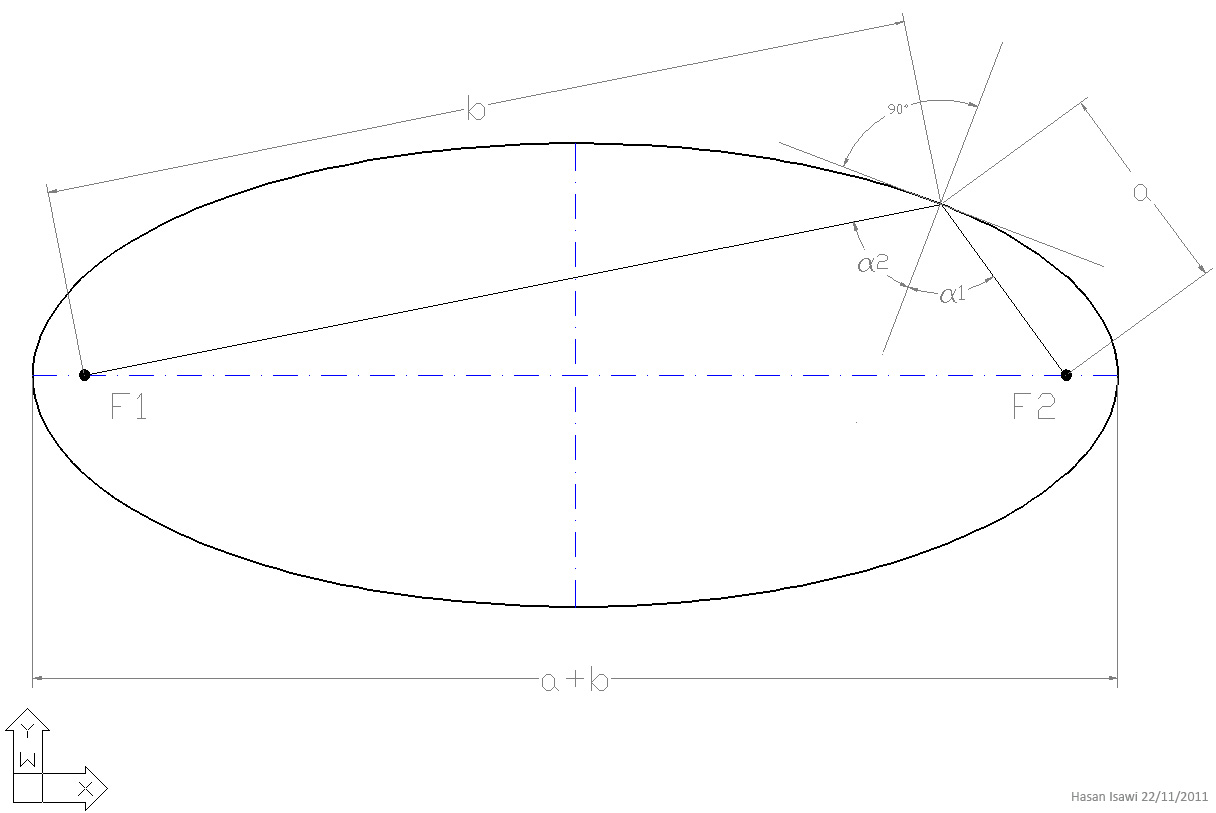

الاشعة الكهرومغناطسية الرقميه Micro-metre، مشروع بحثي يحاط بالسرية من قبل وكالة الاستخبارات المركزية الأمريكية يهدف إلى استهداف الارهابيين أو من في حكمهم في التأثير على الدماغ البشري ويمكن ان تبث عن طريق اجهزة الكمبيوتر والجوالات والتلفزيونات وتهدف إلى السيطرة على عقل الضحية بنظام التردد Micro-metre، والجدير بالذكر انها لاقت الكثير من الانتقادات من قبل جمعيات حقوق الإنسان في كثير من انحاء العالم
رجل بتحدث بالهاتف المحمول
إشعاع الهواتف المحمولة وتأثيرها على الصحة من أهم ما تتناوله الدراسات الحديثة، وذلك نتيجة للزيادة الهائلة في استخدام الهواتف المحمولة (اعتبارا من نوفمبر 2011ٍ)، كان هناك أكثر من 5 مليارات الاشتراكات في جميع أنحاء العالم.
تستخدم الهواتف المحمولة الإشعاعات الكهرومغناطيسية في نطاق الموجات الصغرية أو الميكرويف، كما تقوم الأنظمة اللاسلكية الرقمية الأخرى، مثل شبكات البيانات والاتصالات بإنتاج أشعة مماثلة. وقد قامت الوكالة العالمية لبحوث السرطان بتصنيف إشعاعات الهواتف المحمولة اعتمادا على مقياس IARC إلى الفئة 2ب (قد تسبب السرطان).مما يعني أنها قد تحوي خطرا من التسبب بالسرطان.
وبناء على ذلك كان لا بد من إجراء بحوث ودراسات إضافية على المدى الطويل لمعرفة تأثير كثرة الاستخدام للهواتف النقالة، أكدت منظمة الصحة العالمية أنه حتى الآن، لم تنشأ آثار صحية ضارة ناتجة عن استخدام الهاتف المحمول، ولكن بعض السلطات الوطنية الاستشارية أوصت باتخاذ تدابير للحد من تعرض مواطنيها لها كنهج وقائي.